# Оанча, Екатерина
Екатерина Оанча (рум. Ecaterina Oancia; 25 марта 1954, Сынджеорджиу-де-Пэдуре, Муреш — 3 декабря 2024), в девичестве Яне (рум. Iane) — румынская гребная рулевая, выступавшая за сборную Румынии по академической гребле в 1980-х годах. Чемпионка летних Олимпийских игр в Лос-Анджелесе, серебряный и бронзовый призёр Олимпийских игр в Сеуле, трёхкратная чемпионка мира, победительница и призёр многих регат национального значения.

## Биография
Екатерина Оанча родилась 25 марта 1954 года в коммуне Сынджорджу-де-Муреш, жудец Муреш, Румыния.
Первого серьёзного успеха на взрослом международном уровне добилась в сезоне 1981 года, когда вошла в основной состав румынской национальной сборной и побывала на чемпионате мира в Мюнхене, откуда привезла награду бронзового достоинства, выигранную в зачёте парных рулевых четвёрок — в решающем финальном заезде уступила только экипажам из Советского Союза и Восточной Германии.
В 1982 году на мировом первенстве в Люцерне вновь стала бронзовой призёркой в парных рулевых четвёрках.
На чемпионате мира 1983 года в Дуйсбурге попасть в число призёров не смогла, показала в той же дисциплине четвёртый результат.
Благодаря череде удачных выступлений удостоилась права защищать честь страны на летних Олимпийских играх 1984 года в Лос-Анджелесе (будучи страной социалистического лагеря, формально Румыния бойкотировала эти соревнования по политическим причинам, однако румынским спортсменам всё же разрешили выступить на Играх частным порядком). В составе четырёхместного экипажа, куда также вошли гребчихи Маричика Цэран, Йоана Бадя, София Корбан и Анишоара Сорохан, в финале Оанча обошла всех своих соперниц, в том числе более чем на секунду опередила ближайших преследовательниц из Соединённых Штатов, и тем самым завоевала золотую олимпийскую медаль.
В 1985 году в восьмёрках взяла бронзу на мировом первенстве в Хазевинкеле.
На чемпионате мира 1987 года в Копенгагене дважды поднималась на высшую ступень пьедестала почёта, одержав победу в распашных рулевых четвёрках и восьмёрках.
Находясь в числе лидеров гребной команды Румынии, благополучно прошла отбор на Олимпийские игры 1988 года в Сеуле — здесь добавила в послужной список бронзовую и серебряную олимпийские награды, полученные в четвёрках и восьмёрках соответственно.
После сеульской Олимпиады Екатерина Оанча ещё в течение некоторого времени оставалась в составе румынской национальной сборной и продолжала принимать участие в крупнейших международных регатах. Так, в 1989 году она победила в восьмёрках на мировом первенстве в Бледе, став таким образом трёхкратной чемпионкой мира по академической гребле. Вскоре по окончании этих соревнований приняла решение завершить спортивную карьеру.
В 2004 году награждена орденом «За спортивные заслуги» I степени.
Умерла 3 декабря 2024 года в возрасте 70 лет.